# Treppenauge
Als Treppenauge bezeichnet man bei einer Treppe die lichte Öffnung oder den Luftraum, der von manchen Treppenläufen und Absätzen umschlossen wird. In Treppenhäusern wird so oft über mehrere Stockwerke hinweg ein durchgehender Raum gebildet. 
Wendeltreppen können mit oder ohne Treppenaugen konstruiert sein. Statt des Treppenauges kann sich im Mittelpunkt der Wendeltreppe auch ein Pfeiler befinden, der die tragende Struktur der Wendeltreppe darstellt.
Umgangssprachlich wird das Treppenauge auch Treppenloch genannt, dies ist aber die Bezeichnung für eine Deckenöffnung im Rohbau-Zustand, die zur Aufnahme einer Treppe dient.

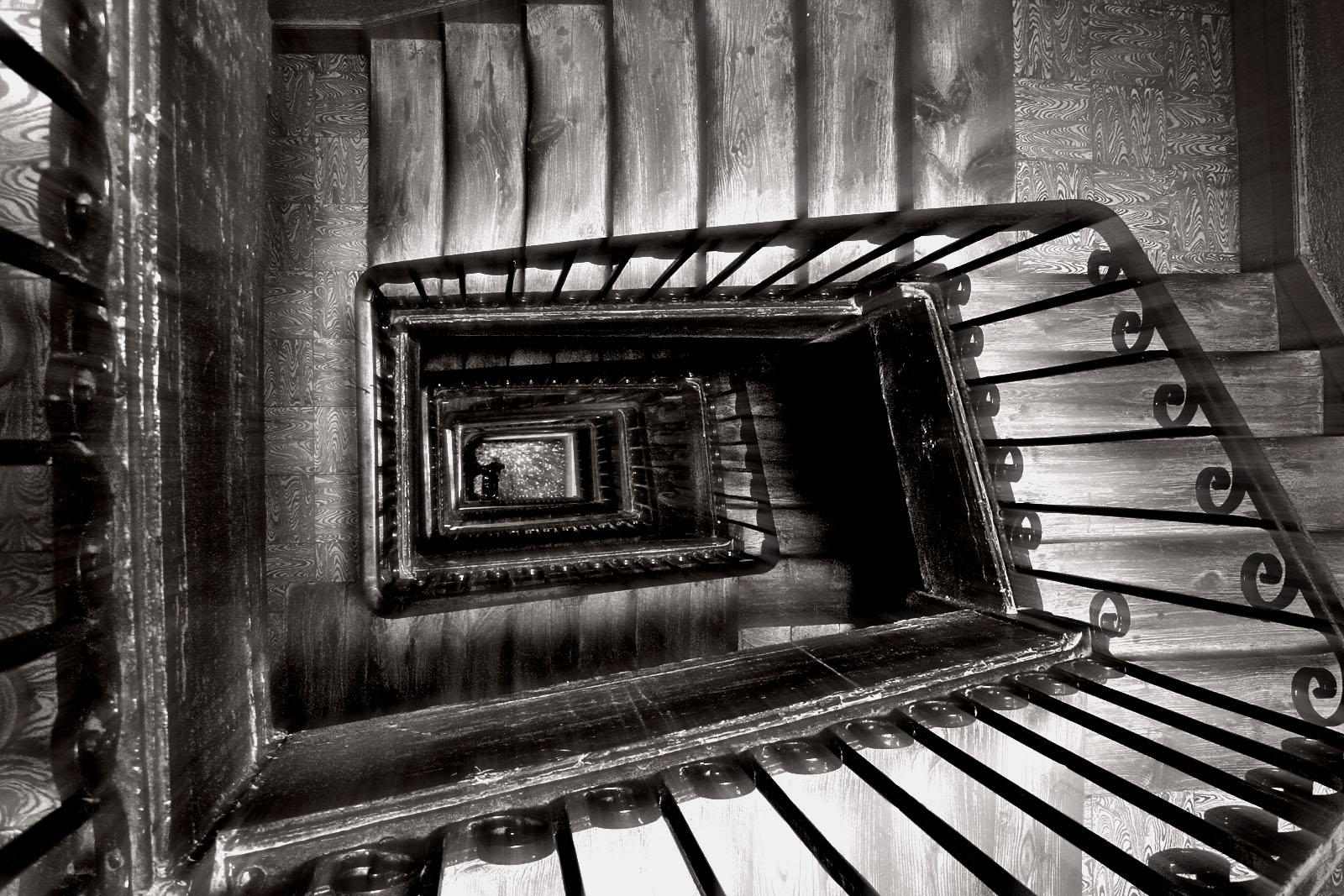
Treppenauge bei einer gradläufigen Treppe
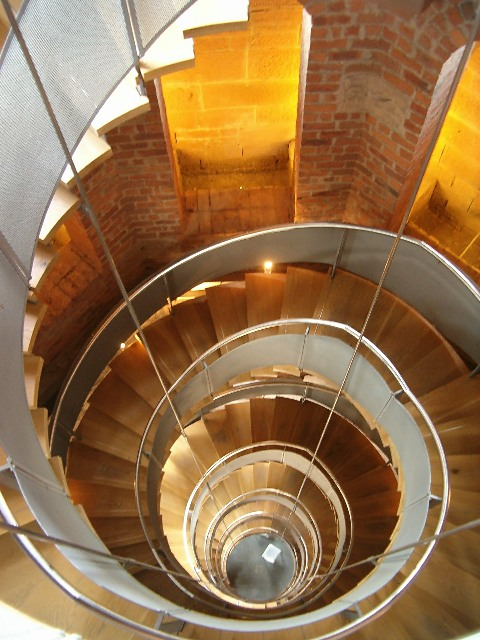
Treppenauge bei einer Wendeltreppe
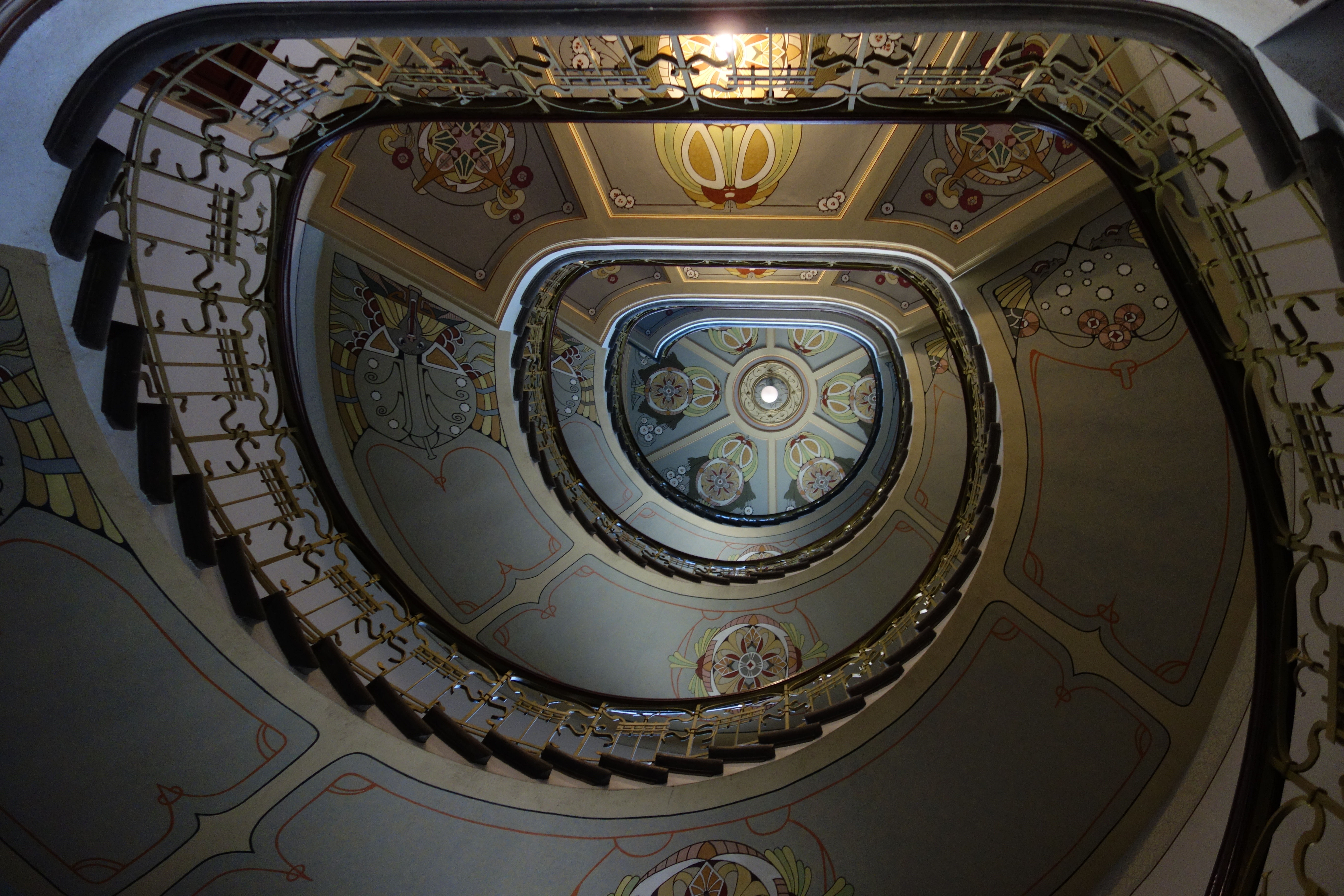
Auge einer Jugendstiltreppe in Riga